# St. Jakobshalle
St. Jakobshalle è un'arena situata a Basilea su territorio confinante del comune di Münchenstein, in Svizzera. Viene utilizzato principalmente per gli sport indoor e gli eventi concertistici. L'arena originariamente aveva una capacità di 9.000 persone ed è stata inaugurata nel settembre 1976. È la sede del torneo di tennis maschile Swiss Indoors.
Ogni anno, i migliori giocatori di badminton del mondo si riuniscono per il loro torneo internazionale del Gran Premio e i migliori giocatori europei di Sepak takraw si incontrano.

## Storia dell'impianto
Il torneo annuale di tennis maschile Swiss Indoors si tiene alla St. Jakobshalle dal 1975 e il Women's Top Volley International dal 1989. Il torneo equestre internazionale CSI Basel si tiene nella sede ogni anno dal 2010.
Altri eventi sportivi includono il Campionato mondiale di pallamano maschile del 1986, gli Swiss Open 1991, il Campionato mondiale IIHF 1998, il Campionato europeo di pallamano maschile 2006, i Campionati mondiali BWF 2019, il Campionato europeo di pallamano femminile 2024, il Campionato europeo di pallamano maschile 2028 e il Campionato mondiale di curling maschile nel 2012 e 2016.
È stata la sede della squadra di hockey su ghiaccio EHC Basel dal 1976 al 2002 prima che la squadra si trasferisse alla St. Jakob-Park, inaugurata nell'ottobre 2002.
Secondo la biografia di Bob Dylan Chronicles: Volume One, dopo un concerto alla St. Jakobshalle decise di organizzare ed intranpredere il Never Ending Tour.
Il 30 agosto 2024, l'emittente svizzera SRG SSR e l'Unione europea di radiodiffusione (UER) hanno annunciato l'arena come sede della 69ª edizione dell'Eurovision Song Contest, che si è svolta dal 13 al 17 maggio 2025 con la vittoria dell'Austria (3° titolo nella loro storia) con JJ e il suo brano Wasted Love con un totale di 436 punti.

### Ristrutturazione
Nel gennaio 2015 il Gran Consiglio di Basilea Città ha approvato con 89 voti favorevoli e un'astensione un prestito di 105000000 CHF per il rinnovamento e l'ammodernamento della sala. Tra il 2016 e il 2018 la sede è stata completamente rinnovata e la sua tecnologia è stata aggiornata allo stato dell'arte.
La riapertura dell'arena è avvenuta nell'ottobre 2018, e ora ha una capacità di 12.400 posti nell'arena principale. Oltre ad essa, l'arena dispone inoltre di cinque sale più piccole con capienza variabile, un centro business, un'area VIP, quattro palestre e una piscina di 25 metri. Il parcheggio ha 1.465 posti auto.
Dopo il successo del tennista Roger Federer, originario di Basilea, l'allora direttore sportivo del Basilea Peter Horwald aveva proposto di ribattezzare l'arena a nome del tennista (Roger Federer Arena) in seguito alla ristrutturazione, ma la proposta è stata bloccata in una votazione del consiglio comunale.